# Бартники (Підляське воєводство)
Бартники (пол. Bartniki) — село в Польщі, у гміні Ліпськ Августівського повіту Підляського воєводства.
Населення — 202 особи (2011).
У 1975-1998 роках село належало до Сувальського воєводства.

## Демографія
Демографічна структура станом на 31 березня 2011 року:
|          | Загалом | Допрацездатний вік | Працездатний вік | Постпрацездатний вік |
| -------- | ------- | ------------------ | ---------------- | -------------------- |
| Чоловіки | 111     | 21                 | 69               | 21                   |
| Жінки    | 91      | 13                 | 39               | 39                   |
| Разом    | 202     | 34                 | 108              | 60                   |